# Bannio Anzino
Bannio Anzino é uma comuna italiana da região do Piemonte, província do Verbano Cusio Ossola, com cerca de 584 habitantes. Estende-se por uma área de 38 km², tendo uma densidade populacional de 15 hab/km². Faz fronteira com Calasca-Castiglione, Carcoforo (VC), Ceppo Morelli, Fobello (VC), Rimella (VC), Vanzone con San Carlo.

## Demografia
| Variação demográfica do município entre 1861 e 2011                               |
|                                                                                   |
| Fonte: Istituto Nazionale di Statistica (ISTAT) - Elaboração gráfica da Wikipedia |